# Стаббурсдален
Стаббурсдален — национальный парк на территории муниципалитета Порсангер (фюльке Финнмарк) в Норвегии. Небольшая часть территории расположена на территории соседнего муниципалитета Квалсунн. Здесь находится самый северный в мире сосновый лес.

## Общие сведения
Национальный парк расположен к западу от Порсангер-фьорда в долине реки Стаббурсэльва. Здесь есть все типичные местные ландшафты Северной Норвегии — лысые, покрытые тундрой горы, плато, ложбины, березняк и вкрапления соснового леса. На реке имеются и пороги (водопады) и разливы со спокойной водой. Самой высокой точкой парка является гора Čohkarášša возвышающаяся на 1139 м над уровнем моря. Парк был создан в 1970 году и значительно расширен в 2002.
Когда-то на этой территории саамы охотились на дикого северного оленя, а с XVII века перешли к их разведению.

## Сосновый лес
7500-5000 лет назад, во время потепления климата, сосновые леса распространились на север. Затем, однако, произошло похолодание и они смогли уцелеть только в защищённых речных долинах, каковая и имеется в Стаббурсдалене. Охрана растущего здесь соснового леса — основная задача национального парка.